# Clarias hilli
Clarias hilli es una especie de pez de la familia Clariidae en el orden de los Siluriformes.

## Morfología
Los machos pueden llegar alcanzar los 19,6 cm de  longitud total.

## Distribución geográfica
Se encuentran en África: lago Alberto y cuenca del río Congo.